# シュリーブポート (哨戒フリゲート)
| 画像をアップロード | |
| 艦歴               | |
| 発注               | |
| 起工               | 1943年3月8日 |
| 進水               | 1943年7月15日                                                                                                   |
| 就役               | 1944年4月24日                                                                                                   |
| 退役               | 1946年5月9日 |
| その後             | 1947年9月にスクラップとして売却                                                                                 |
| 除籍               | 1946年6月10日                                                                                                   |
| 性能諸元           | |
| 排水量             | 基準 1,430トン 満載 2,415トン                                                                                   |
| 全長               | 303 ft 11 in (92.6 m)                                                                                           |
| 全幅               | 37 ft 6 in (11.4 m)                                                                                             |
| 吃水               | 13 ft 8 in (4.1 m)                                                                                              |
| 機関               | ボイラー3基 5,500軸馬力 タービン2基 2軸推進                                                                     |
| 最大速力           | 20ノット (37 km/h)                                                                                              |
| 航続距離           | |
| 乗員               | 180名 |
| 兵装               | 3インチ50口径対空砲3門 40mm機関砲 4門 20mm機関砲 9門 ヘッジホッグ 1基 対潜爆雷投射機（Y砲）8基 爆雷投下軌条 2条 |

シュリーブポート (USS Shreveport, PG-131/PF-23) は、アメリカ海軍の哨戒フリゲート。タコマ級フリゲートの1隻。艦名はルイジアナ州シュリーブポートに因む。

## 艦歴
シュリーブポートは海事委任契約（船体番号1434）の下ウィスコンシン州スペリオルのウォルター・バトラー造船で1943年3月8日に起工した。1943年4月15日に PF-23 （哨戒フリゲート）へ艦種変更される。1943年7月15日にネル・クォーベスによって命名、進水、1944年4月24日にルイジアナ州アルジャースで艦長H・A・モリソン沿岸警備隊中佐の指揮下就役した。
バミューダでの整調後、シュリーブポートは1944年11月9日にマサチューセッツ州ボストンに到着した。その後気象観測艦への転換が行われ、1945年3月2日にボストンを北に向けて出航、北大西洋における気象観測およびパイロット救助任務に就く。
ニューファンドランドとアイスランド間のステーション任務に従事後、秋に北大西洋での任務を完了したシュリーブポートはブラジルのレシフェへ向かい、そこで1945年12月から1946年3月まで同様の哨戒任務に従事した。3月8日に帰国の途に就き、途中沿岸警備隊の任務に従事した。23日にボストンに到着し、その後不活性化のためサウスカロライナ州チャールストンに向かう。
シュリーブポートは1946年5月9日に退役し、6月10日に除籍された。その後1947年9月にペンシルベニア州チェスターのサン・シップビルディング・アンド・ドライドック社にスクラップとして売却された。